# میرکو لورنزتو
میرکو لورنزتو (ایتالیایی: Mirco Lorenzetto؛ زادهٔ ۱۳ ژوئیهٔ ۱۹۸۱) دوچرخه‌سوار اهل ایتالیا است. وی در مسابقات تور دو فرانس و جیرو دیتالیا شرکت کرده است.